# Грек, Джо
Джо Грек (англ. Joe Grech, 9 июля 1954 — 21 августа 2021) — мальтийский бывший профессиональный игрок в снукер. В последнее время играл в снукер и английский бильярд на любительском уровне.

## Карьера

### Снукер
В 1976 впервые вышел в финал чемпионата Мальты (любительский турнир), но проиграл Полу Мифсуду. С 1980 по 1981, в 1987, 1997, 1999—2000 (6 раз) был чемпионом страны; в последний раз достиг финала этого турнира в 2004. Лучший результат мальтийца в снукере — финал на любительском чемпионате мира в 1987 году, когда он в решающем матче уступил Даррену Моргану со счётом 4:11.
Джо Грек играл в мэйн-туре и был профессионалом с 1989 по 2004 года, с наивысшим рейтингом № 68 (сезон 1990/91). Значительных успехов в туре он не достиг, хотя много раз выходил в финальные стадии различных профессиональных соревнований. Кроме того, ему, как и другим мальтийским профессионалам, часто давали уайлд-кард на местные турниры. В разное время он регулярно принимал участие в Malta Grand Prix и Кубке Мальты.

### Английский бильярд
В 1987 и 1997 годах Грек играл в финале чемпионата мира IBSF, причём в 1997 победил на турнире. На протяжении 6 лет подряд (с 2003 по 2008) он был чемпионом национального первенства по этой игре. Также ему принадлежит рекордная серия в 567 очков — наивысший показатель для Мальтийских турниров по английскому бильярду.